# Liste der Biografien/Schnec
Liste der Biografien |
Portal Biografien |
Personensuche
# |
A |
B |
C |
D |
E |
F |
G |
H |
I |
J |
K |
L |
M |
N |
O |
P |
Q |
R |
S |
T |
U |
V |
W |
X |
Y |
Z |
?
 
Sa |
Sb |
Sc |
Sd |
Se |
Sf |
Sg |
Sh |
Si |
Sj |
Sk |
Sl |
Sm |
Sn |
So |
Sp |
Sq |
Sr |
Ss |
St |
Su |
Sv |
Sw |
Sy |
Sz
 
Sca–Sce |
Sch |
Sci–Scz
 
Scha |
Schc |
Schd |
Sche |
Schg |
Schi |
Schj |
Schk |
Schl |
Schm |
Schn |
Scho |
Schp |
Schr |
Schs |
Scht |
Schu |
Schv |
Schw |
Schy
 
Schna |
Schne |
Schni |
Schno |
Schnu |
Schny
 
Schneb |
Schnec |
Schned |
Schnee |
Schneg |
Schneh |
Schnei |
Schnek |
Schnel |
Schnep |
Schner |
Schnet |
Schneu |
Schnew |
Schney |
Schnez
Die Liste der Biografien führt alle Personen auf, die in der deutschsprachigen Wikipedia einen Artikel haben. Dieses ist eine Teilliste mit 31 Einträgen von Personen, deren Namen mit den Buchstaben „Schnec“ beginnt.

## Schnec

### Schneck
- Schneck, Adolf Gustav (1883–1971), deutscher Architekt
- Schneck, Ekkehard (1934–2023), deutscher Kirchenmusiker
- Schneck, Karl (1846–1926), österreichischer Feuerwehrpionier
- Schneck, Karl (1886–1943), deutscher Politiker (KPD), MdL Württemberg
- Schneck, Klaus (* 1958), deutscher Politiker (SPD), MdL
- Schneck, Marcus (* 1975), deutscher Fußballspieler
- Schneck, Max (* 1861), deutscher Architekt
- Schneck, Nico (* 1987), deutscher Fußballspieler
- Schneck, Ottmar (* 1960), deutscher Ökonom und Hochschulrektor
- Schneck, Peter (1936–2018), deutscher Medizinhistoriker
- Schneck-Steidl, Anemone (1934–2020), deutsche Künstlerin und Textilgestalterin
- Schnecke, Wolfgang (1944–2018), deutscher Szenenbildner, Regisseur und Mediendesigner
- Schneckenberg, Ernst (1876–1945), deutscher Architekt und Direktor der Kunstgewerbe- und Handwerkerschule Berlin
- Schneckenberger, Anette (* 1964), deutsche Juristin und Richterin
- Schneckenburg, Elisabeth von, thurgauische Äbtissin des Fraumünster Zürich
- Schneckenburger, Daniela (* 1960), deutsche Politikerin (Bündnis 90/Die Grünen), MdL
- Schneckenburger, Erhard (1894–1959), deutscher Politiker (KPD, SPD), MdL Württemberg-Baden
- Schneckenburger, Jakob (1769–1841), deutscher Arzt, Abgeordneter im württembergischen Landtag
- Schneckenburger, Manfred (1938–2019), deutscher Kunsthistoriker
- Schneckenburger, Matthias (1804–1848), deutscher evangelischer Theologe
- Schneckenburger, Max (1819–1849), deutscher DichterMax Schneckenburger (1819–1849)

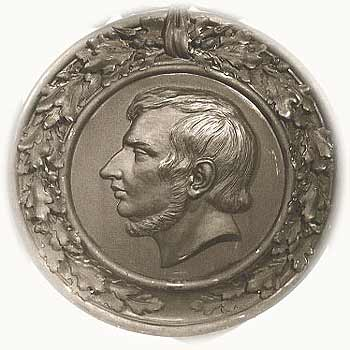
Max Schneckenburger (1819–1849)

- Schneckenburger, Wilhelm (1891–1944), deutscher General der Infanterie
- Schneckendorf, Josef Emil (1865–1949), deutscher Künstler
- Schneckendorf, Kurt (1908–2005), deutscher Architekt und Baubeamter
- Schneckener, Ulrich (* 1968), deutscher Friedens- und Konfliktforscher
- Schneckenhaus, Johann Friedrich von, preußischer Landrat
- Schneckenhaus, Johann Wenzel von, preußischer Landrat
- Schneckenreither, Theresa (* 1993), österreichische Politikerin der Grünen
- Schnecker, Curt (* 1934), österreichischer Autor
- Schnecker, Ewald (* 1965), österreichischer Politiker (SPÖ), Landtagsabgeordneter
- Schneckin, Helena († 1620), Opfer der Hexenverfolgung in Eichstätt